# Monagas Sport Club
Monagas Sport Club is een Venezolaanse voetbalclub uit Maturín. De club werd in 1987 opgericht en speelt in de Primera División.

## Erelijst
- Landskampioen

2017

## Bekende (oud-)spelers
- Juan Enrique García